# Heinrich Pommerenke
Heinrich Max Pommerenke (* 6. Juli 1937 in Bentwisch; † 27. Dezember 2008 in Asperg) war ein deutscher Gewaltverbrecher und Serienmörder. Ab 1959 inhaftiert, war er bei seinem Tod der am längsten einsitzende Häftling in der Bundesrepublik Deutschland.

## Herkunft und erste Straftaten
Heinrich Pommerenke stammte aus dem mecklenburgischen Bentwisch bei Rostock, wo der Vater im Hafen arbeitete. Nachdem der Vater im Krieg gefallen war und die Mutter nach dem Krieg 1949 ihre beiden Kinder im Alter von zwölf beziehungsweise zehn Jahren verlassen hatte und in die Schweiz gezogen war, wuchs Pommerenke als Halbwaise bei den Großeltern in Mecklenburg auf. Bereits als Schüler beging er eine Vergewaltigung. Nach der Schulzeit absolvierte er eine Malerlehre. Nach einer erneuten Vergewaltigung floh Pommerenke 1953 aus der DDR nach West-Berlin. Dort wurde er von der Polizei aufgegriffen. Die Behörden setzten sich mit der Mutter in Verbindung. Als sie zusagte, ihren Sohn bei sich in Zürich aufzunehmen, wurde Heinrich Pommerenke dorthin geschickt. Die Schwester, die drei Jahre in einem Kinderheim gewesen war, hatte bereits im Jahr zuvor zur Mutter ziehen können. Er fand Arbeit auf einer Kirmes im schweizerischen Schaffhausen. Als er dort erneut wegen einer Vergewaltigung auffiel, wurde er aus der Schweiz ausgewiesen und durfte zehn Jahre lang nicht mehr dorthin einreisen. Weitere Straftaten wie Raubüberfälle und Sittlichkeitsverbrechen verübte er in dieser Zeit im süddeutschen Raum sowie im österreichischen Bregenz.

## Chronologie der Gewalttaten und Fahndung 1959
Mit einer dichten Serie von Morden und Mordversuchen versetzte Pommerenke 1959 insbesondere die Gegend des Schwarzwalds in Angst und Schrecken. Dabei zeigte er eine gewisse Affinität zu Zügen, Bahnhöfen und Bahndämmen, allerdings ohne nach einem einheitlichen Modus Operandi vorzugehen, so dass seine Taten lange nicht miteinander in Zusammenhang gebracht wurden und ihm erst nach seiner Verhaftung vollständig zugeordnet werden konnten. Pommerenke lebte in dieser Zeit in Hornberg im Schwarzwald.
Dem späteren Geständnis Pommerenkes zufolge war der Besuch einer Filmvorführung des Streifens Die zehn Gebote von Cecil B. DeMille in einem Kino in Karlsruhe im Februar 1959 der Auslöser für seine Mordserie, der insgesamt vier Frauen zum Opfer fielen. Nach der Darstellung des Tanzes um das Goldene Kalb durch leicht bekleidete Frauen sei er zu der Erkenntnis gekommen, dass Frauen die Ursache allen Übels seien und er die Mission habe, sie zu bestrafen.
Noch am selben Abend beging er in einem Park in der Nähe des Kinos den ersten Mord. Die Leiche seines Opfers, der vergewaltigten und durch Aufschlitzen der Kehle ermordeten 49-jährigen Hilde Konter, wurde am 26. Februar 1959 bei der Autobahnanschlussstelle Karlsruhe-Durlach gefunden.
Im März 1959 missbrauchte Pommerenke in einer Holzhütte am Rande von Hornberg die 18-jährige Karin Wälde sexuell, erschlug die junge Frau mit einem Stein und warf ihre Leiche über die Flussböschung am nahegelegenen Bahndamm; ihre Leiche wurde am 25. März 1959 am Ufer der Gutach entdeckt.
Am 30. Mai 1959 drang Pommerenke in Singen (Hohentwiel) durch ein offenes Fenster in das in ihrem Elternhaus gelegene Schlafzimmer einer 18-jährigen kaufmännischen Angestellten ein und versuchte sie zu erwürgen; das Opfer konnte sich jedoch befreien und um Hilfe rufen, woraufhin Pommerenke floh. Die Frau konnte der Polizei am folgenden Tag eine exakte Personenbeschreibung geben; mit den beiden vorangegangenen Morden wurde die Tat aber zunächst nicht in Zusammenhang gebracht.
Am 31. Mai 1959 bestieg Pommerenke kurz vor Mitternacht im Heidelberger Hauptbahnhof den Urlaubersonderzug D 969 nach Finale Ligure an der Italienischen Riviera. Im Zug ermordete er die 21-jährige Dagmar Klimek durch einen Messerstich in die Brust, warf ihre Leiche auf der Rheintalbahn Richtung Basel kurz hinter Freiburg im Breisgau nahe dem Haltepunkt Ebringen aus dem fahrenden Zug und betätigte anschließend die Notbremse, so dass der Zug etwa zwei Kilometer weiter südlich bei Schallstadt zum Stillstand kam. Pommerenke stieg aus, ging zur Leiche seines Opfers zurück und schleifte sie zu einem nahegelegenen Feldweg, wo er sich an der Toten sexuell verging. Dagmar Klimek wurde am folgenden Morgen, als der Zug bereits das schweizerische Bellinzona erreicht hatte, von mitreisenden Freundinnen als vermisst gemeldet; ein Zusammenhang mit der Notbremsung bei Schallstadt, bei der zwei Zeugen eine Gestalt aus dem Zug klettern gesehen haben wollten, wurde zunächst jedoch nicht hergestellt. Erst am 5. Juni 1959 wurde Klimeks Leiche am Bahndamm bei Ebringen gefunden; die gerichtsmedizinische Untersuchung ergab als Todesursache den Messerstich, während sich die weiteren Verletzungen infolge des Sturzes aus dem Zug als nicht tödlich erwiesen. Die Ermittlungen der Freiburger Polizei verliefen zunächst im Sande, auch weil der fragliche Waggon, der mit Hilfe des Bundeskriminalamts nach einigen Tagen zur Untersuchung nach Freiburg überstellt wurde, inzwischen mehrfach komplett gereinigt worden war, so dass keine verwertbaren Spuren mehr gesichert werden konnten. Auch aus der mit großem reisetechnischen Aufwand betriebenen Befragung der Mitreisenden an ihren Urlaubsorten in Italien ergaben sich keinerlei konkrete Hinweise.
Am 2. Juni 1959, also noch vor Bekanntwerden des Mordfalls Klimek, überfiel Pommerenke in der Nähe des Bahnhofs von Triberg eine 25-jährige Kellnerin, schlug sie mit einem eisenbeschlagenen Holz nieder und raubte ihre Handtasche.
Am 6. Juni 1959 verletzte Pommerenke als Radfahrer in Karlsruhe zwei Frauen schwer durch Messerstiche in den Rücken.
Am 8. Juni 1959 drang Pommerenke über ein offenes Fenster nachts in das Zimmer einer Fünfzehnjährigen ein und verletzte sie schwer durch Messerstiche in den Hals, wurde jedoch durch ihren zu Hilfe eilenden Vater in die Flucht geschlagen. Die Polizei konnte am Tatort einen Sohlenabdruck des Täters sichern.
Am 9. Juni 1959 vergewaltigte Pommerenke in der Nähe von Rastatt die 16-jährige Rita Walterspacher, erwürgte sie und deponierte ihre Leiche in einem Waldstück, wo sie am folgenden Tag gefunden wurde. Auch diesmal fehlte den Ermittlern, wie schon bei den vorangegangenen Morden, zunächst jede brauchbare Spur.
Am 10. Juni 1959 erbeutete Pommerenke bei einem Einbruch in ein Waffengeschäft in Baden-Baden unter anderem ein Kleinkalibergewehr und eine Luftdruckpistole. Mit dieser Pistole überfiel er am 18. Juni 1959 einen Schalterbeamten im Bahnhof Karlsruhe-Durlach, erbeutete 540 DM und entkam unerkannt. Am selben Tag holte er bei einem Schneider in Hornberg einen vor längerem dort unter eigenem Namen bestellten Anzug ab. Er ließ neben seinen abgetragenen Kleidungsstücken auch ein Paket zurück, in dem sich das in Baden-Baden erbeutete Kleinkalibergewehr befand und das er in den nächsten Tagen abholen wollte.
Eine am Tatort im Bahnhof Durlach gesicherte Fußspur, die der am 8. Juni 1959 gesicherten Spur entsprach, und die Beschreibung der Pistole erbrachten für die Polizei den ersten Beweis für einen Zusammenhang zwischen dem Einbruch und der Mordserie. Am 19. Juni 1959 meldete der Schneider aus Hornberg den Fund des Kleinkalibergewehrs und lieferte den Ermittlern die Personendaten des Gesuchten; noch am selben Tag wurde Pommerenke in Hornberg erkannt und konnte auf dem Bahnhofsvorplatz schließlich auch festgenommen werden.

## Geständnis und Verurteilung
Im Verlauf der folgenden Verhöre gestand Pommerenke insgesamt 65 Straftaten ein, darunter die vier Morde, sieben weitere Mordversuche, zwei vollendete und 25 versuchte Vergewaltigungen, sechs Raubüberfälle, zehn Einbrüche und sechs einfache Diebstähle.
Der Prozess gegen Pommerenke begann am 3. Oktober 1960 vor dem Landgericht Freiburg im Breisgau. 38 der von ihm eingestandenen Delikte kamen nicht zur Anklage, da er zum Zeitpunkt der Taten das 21. Lebensjahr noch nicht vollendet hatte. Die Verfahrensgutachter Hans Ruffin und Christoph Staewen erklärten den Angeklagten für voll schuldfähig. Am 22. Oktober wurde er zu sechsmal lebenslangem Zuchthaus und weiteren 15 (aus Einzelstrafen von weiteren 165) Jahren Gefängnis verurteilt; es war der bis dahin strengste Schuldspruch eines bundesdeutschen Gerichts der Nachkriegszeit.
Ab 1960 war Pommerenke in der Justizvollzugsanstalt Bruchsal inhaftiert; eine Aussetzung der Strafe zur Bewährung wurde mehrfach mit der Begründung verwehrt, dass von ihm weiterhin ein noch immer zu hohes Sicherheitsrisiko ausgehe.
Ende 2006 wurde Pommerenke in das Gefängnis auf der Festung Hohenasperg verlegt, wo sich auch das Zentralkrankenhaus des baden-württembergischen Strafvollzugs befindet. Dort sollte er sich einer Sozialtherapie unterziehen. Die Therapie wurde jedoch nach einem knappen Jahr abgebrochen; seither saß Pommerenke in der JVA Heilbronn ein.
Im Dezember 2008 wurde Pommerenke aufgrund einer Leukämie-Erkrankung erneut ins Justizvollzugskrankenhaus Hohenasperg verlegt, wo er am 27. Dezember 2008 als 71-Jähriger verstarb. Die Leiche wurde eingeäschert und die Asche auf See verstreut. Er war bei seinem Tod der am längsten in Deutschland einsitzende Inhaftierte. Nach seinem Tod wurde dies Hans-Georg Neumann.

## Dokumentationen
Bereits 1961 war der Fall Pommerenke Gegenstand einer umfänglichen Publikation in der Fachzeitschrift Kriminalistik.
2004 strahlte die ARD unter dem Titel Vor Ihnen sitzt der Teufel eine vom SWR produzierte Fernsehdokumentation von Michael Busse über Pommerenke aus, die ein breites Echo in den Printmedien fand.
Auch die 2010 in der ARD ausgestrahlte Serie Die großen Kriminalfälle thematisierte den Fall Pommerenke.
2013 produzierte der SWR unter dem Titel Frauenmörder Heinrich Pommerenke – Eine Spurensuche ein „Kriminalistisches Dokumentarhörspiel“ zum Thema.